# Senna corymbosa
Espèce
Synonymes
- Adipera corymbosa  (Lam.) Britton & Rose
- Cassia corymbosa  Lam.
- Cassia crassifolia  Ortega
- Chamaefistula corymbosa  (Lam.) G.Don

Senna corymbosa, le Séné ou Cassier, est une espèce de plantes à fleurs de la famille des Fabacées. C'est un arbuste ornemental originaire d'Amérique tropicale.

## Synonyme
- Cassia corymbosa

## Liste des variétés
Selon Tropicos (23 août 2016) :
- variété Cassia corymbosa var. plurijuga Benth.